# Jonas Gummesson
Jonas Gummesson, född 25 april 1960, är svensk journalist och författare, verksam på tidningar och TV. 
1981–1991 var han anställd på Upsala Nya Tidning, Expressen och Aftonbladet. 1991 gick han över till TV4 och arbetade på kanalen i 24 år i olika roller, som reporter, programledare på Nyhetsmorgon och chef för TV4Nyheterna och samhällsprogrammet Kalla fakta. 1999 producerade han dokumentären ”Spioner i Folkhemmet”. 2015–2021 var han försvars- och säkerhetspolitisk reporter på Svenska Dagbladet. 
Han har gett ut böckerna ”Kommunistjägarna” (1990, tillsammans med Thomas Kanger, Vilhelm Moberg-stipendiet samma år), ”Olof Palmes ungdomsår” (2001) och Media från insidan (2022)
Han är son till Ola Gummesson.